# Chlamydosporium submersum
Chlamydosporium submersum är en svampart som beskrevs av Peyronel 1913. Chlamydosporium submersum ingår i släktet Chlamydosporium och familjen Leptosphaeriaceae.   Inga underarter finns listade i Catalogue of Life.